# Гулдінг (Флорида)
Гулдінг (англ. Goulding) — переписна місцевість (CDP) в США, в окрузі Ескамбія штату Флорида. Населення — 3392 особи (2020).

## Географія
Гулдінг розташований за координатами 30°26′24″ пн. ш. 87°13′46″ зх. д. / 30.44000° пн. ш. 87.22944° зх. д. (30.439911, -87.229479).  За даними Бюро перепису населення США в 2010 році переписна місцевість мала площу 3,11 км², з яких 3,11 км² — суходіл та 0,00 км² — водойми.

## Демографія
Згідно з переписом 2010 року, у переписній місцевості мешкали 4102 особи в 930 домогосподарствах у складі 554 родин. Густота населення становила 1320 осіб/км².  Було 1133 помешкання (365/км²).
Расовий склад населення:
| - 61,8 % — чорних або афроамериканців - 33,0 % — білих - 1,9 % — азіатів - 0,8 % — корінних американців - 1,0 % — осіб інших рас |

До двох чи більше рас належало 1,5 %. Частка іспаномовних становила 10,1 % від усіх жителів.
За віковим діапазоном населення розподілялося таким чином: 15,2 % — особи молодші 18 років, 70,3 % — особи у віці 18—64 років, 14,5 % — особи у віці 65 років та старші. Медіана віку мешканця становила 44,3 року. На 100 осіб жіночої статі у переписній місцевості припадало 203,9 чоловіків;  на 100 жінок у віці від 18 років та старших — 222,8 чоловіків також старших 18 років.
Середній дохід на одне домашнє господарство  становив 28 707 доларів США (медіана — 23 810), а середній дохід на одну сім'ю — 34 904 долари (медіана — 32 563). Медіана доходів становила 30 601 долар для чоловіків та 23 846 доларів для жінок. За межею бідності перебувало 37,6 % осіб, у тому числі 56,0 % дітей у віці до 18 років та 20,4 % осіб у віці 65 років та старших.
Цивільне працевлаштоване населення становило 813 осіб. Основні галузі зайнятості: освіта, охорона здоров'я та соціальна допомога — 21,5 %, науковці, спеціалісти, менеджери — 16,2 %, роздрібна торгівля — 14,3 %, мистецтво, розваги та відпочинок — 13,4 %.